# Puebla de Sancho Pérez
Puebla de Sancho Pérez là một đô thị trong tỉnh Badajoz, Extremadura, Tây Ban Nha. Dân số 2.880 người và diện tích 57 km².